# Lärm
A Lärm (németül: zaj) holland "thrashcore" együttes volt. 1982-ben alakultak, "Total Chaoz" néven. 1987-ben feloszlottak. 2003-tól 2012-ig újból aktívak voltak, de ekkor már inkább csak koncerteztek.Feloszlásuk után a tagok új együtteseket alapítottak "Seeing Red" és "Manliftingbanner" neveken. Ezek a zenekarok már tradicionális hardcore punkot játszottak.

## Diszkográfia
- 1984 - Campaign for Musical Destruction (split LP a Stanx-szel)
- 1986 - End the Warzone  (válogatáslemez)
- 1986 - No One Can Be That Dumb 7"
- 1986 - Straight on View LP
- 1987 - Nothing Is Hard in This World if You Dare to Scale the Heights 7"
- 1995 - Destroy Sexism 7"
- 2004 - Lärm as Fuck / Humus split 7"
- 2010 - Lärm (újra felvett dalok az eredeti énekesükkel)